# Alexander Galt
Alexander Galt nacido en Norfolk, Virginia el 26 de enero de 1827 y fallecido en Richmond, Virginia en 1863, fue un escultor estadounidense.

## Datos biográficos
Alexander Galt, escultor de retratos , nació en Norfolk, Virginia. Galt era hijo de Alexander Galt senior; su talento artístico se observó por primera vez cuando era alumno del francés Schisano.

## Obras de Alexander Galt
Los primeros esfuerzos en la escultura de Galt fueron figuras en miniatura talladas a partir de trozos de yeso, las mismas tizas que llevaba en los bolsillos y que usó cuando jugaba a las canicas con sus compañeros de clase. A partir de estos pasó a las pequeñas figuras de alabastro, tras lo cual comenzó a tallar camafeos.

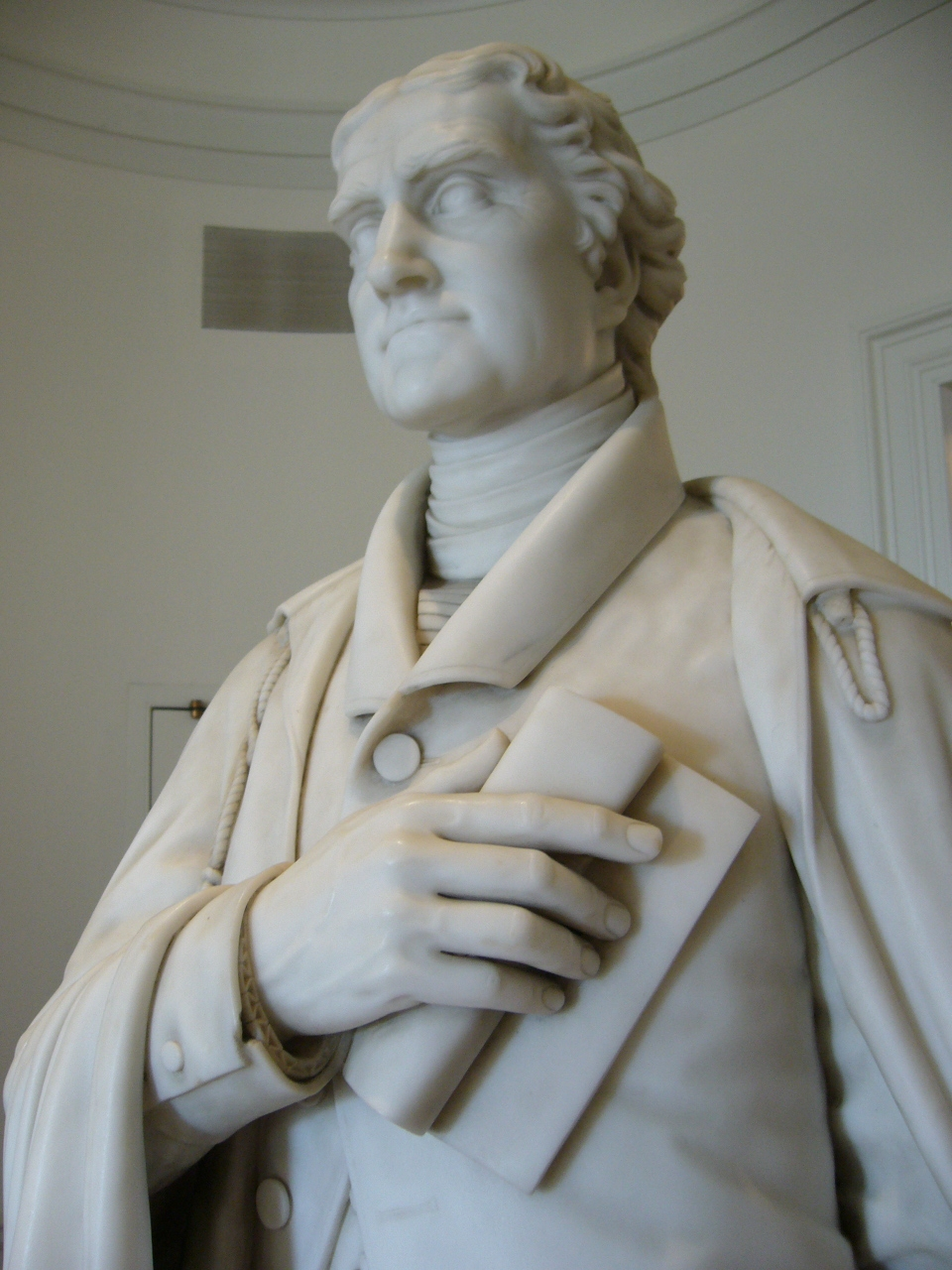
Estatua de Jefferson , en la rotonda de la Universidad de Virginia.
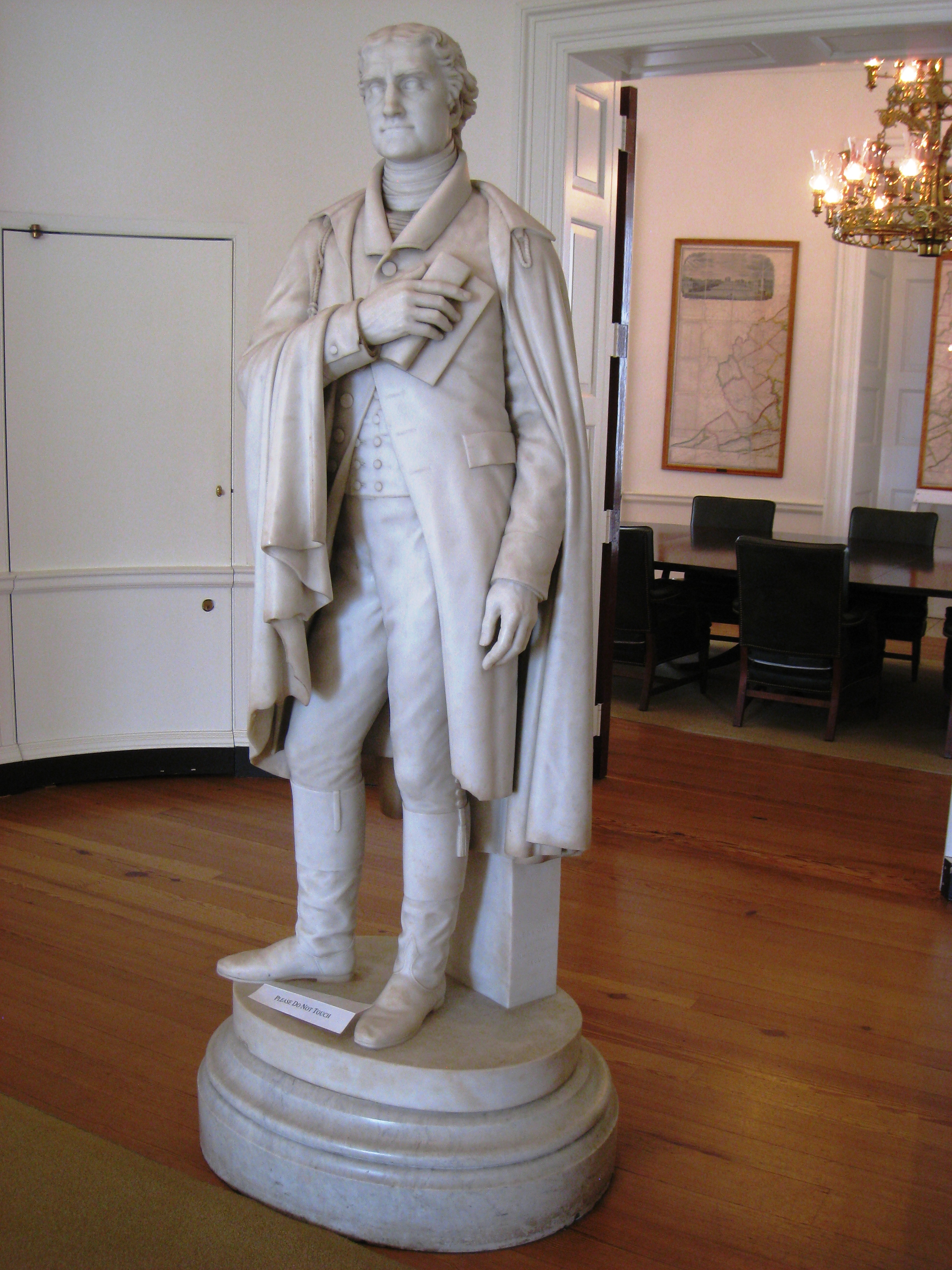
Estatua de Jefferson , en la rotonda de la Universidad de Virginia
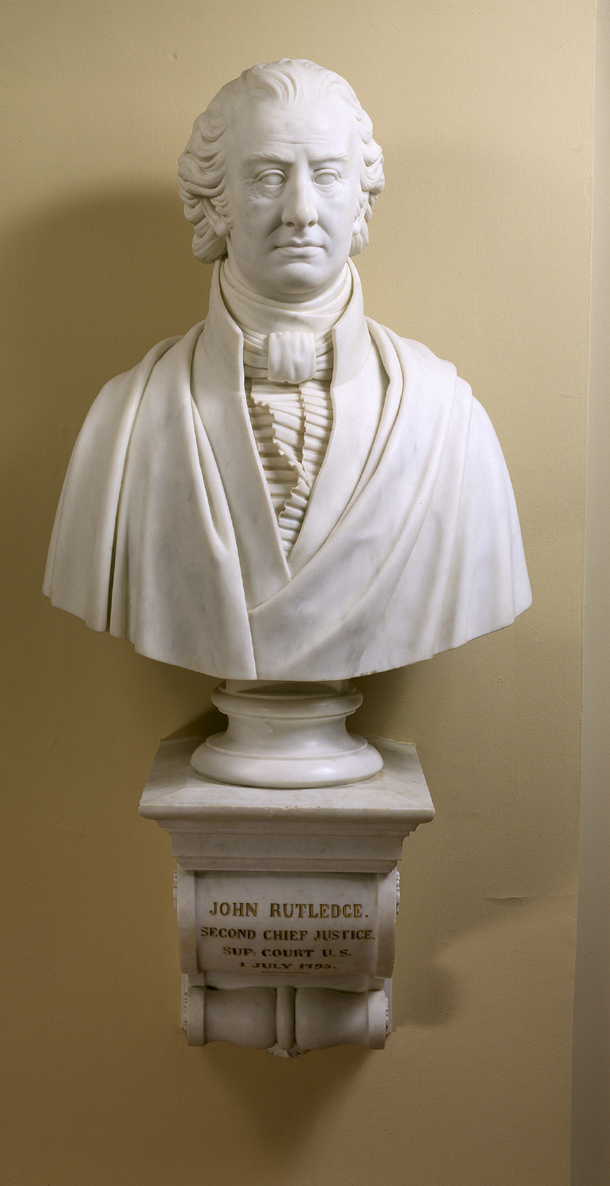
Busto de John Rutledge, en la Corte del Tribunal Supremo de los Estados Unidos.